# Ongut
Els ongut o öngüd (öngüt) foren un poble turc que existia al temps de Genguis Kan (1162–1227), en bona part de religió nestoriana. Vivien a la zona de la Gran Muralla Xinesa al nord de l'Ordos i cap al nord-est. Tayang, el kan dels naiman, conscient del perill de l'enemic va tractar d'obtenir l'ajut dels ongut, establerts a la vora del Toqto, al nord del Shansi (el districte de Sueiyuan) on exercien com a guàrdia fronterera dels Jin,; el seu cap era Alaquch-tagin, però aquest va advertir a Genguis Kan i des de llavors fou el seu aliat (1204).
Quan Genguis Kan va atacar als jurchen el 1211 els ongut van obrir les portes al conqueridor i li van entregar la marca fronterera de la que tenien encarregada la vigilància. En premi Genguis Kan va donar a una de les filles en matrimoni a Po-yao-ho (fill d'Alaquchtagin). El poble es va mongolitzar progressivament. Els xinesos esmentaven el seu territori com wanggu.